# والیبال قهرمانی آسیا
والیبال قهرمانی آسیا با نام‌های دیگر والیبال جام ملت‌های آسیا یا والیبال قهرمانی ملت‌های آسیا یک تورنمنت والیبال است که کنفدراسیون والیبال آسیا آن را برگزار می‌کند. قهرمان این تورنمنت، قهرمان قاره آسیا می‌باشد. این مسابقات بالاترین سطح رقابت تیم‌های ملی والیبال مردان و زنان در آسیا است. قهرمانی آسیا در سال ۱۹۷۵ آغاز شد و از سال ۱۹۷۵ تا ۱۹۸۷ هر چهار سال یک بار برگزار می‌شد، اما از سال ۱۹۸۷ تا به حال این مسابقات هر دو سال یک باز برگزار می‌شود.

## مردان

### قهرمان
تیم ملی والیبال ژاپن با ۱۰ دوره قهرمانی پرافتخارترین تیم این رقابت هاست سپس کره جنوبی و ایران با ۴ دوره قهرمانی، چین با ۳ دوره قهرمانی و استرالیا با ۱ دوره قهرمانی در رتبه‌های بعدی قرار گرفته‌اند.
| رتبه | تیم       | دوره | قهرمانی                                                  |
| ---- | --------- | ---- | -------------------------------------------------------- |
| ۱    | ژاپن      | ۱۰   | ۱۹۷۵, ۱۹۸۳, ۱۹۸۷, ۱۹۹۱, ۱۹۹۵, ۲۰۰۵, ۲۰۰۹, ۲۰۲۳,۲۰۱۷,۲۰۱۵ |
| ۲    | کره جنوبی | ۴    | ۱۹۸۹, ۱۹۹۳, ۲۰۰۱, ۲۰۰۳                                   |
| ۳    | ایران     | ۴    | ۲۰۱۱, ۲۰۱۳, ۲۰۱۹ , ۲۰۲۱                                  |
| ۳    | چین       | ۳    | ۱۹۷۹, ۱۹۹۷, ۱۹۹۹                                         |
| ۴    | استرالیا  | ۱    | ۲۰۰۷                                                     |

### میزبانی
ایران با ۵ دوره میزبانی رکورددار میزبانی این مسابقات است. این مسابقات هر دو سال یکبار برگزار میشود.

### آمارها
ایران هم با ۳ بازیکن منتخب (باارزشترین بازیکن) از این نظر رکورددار است. ۱۹۹۹ اولین انتخاب رسمی بهترین بازیکن بود. در شانزده دوره گذشته این رقابت‌ها تیم ملی والیبال ژاپن با ده مقام قهرمانی، سه نایب قهرمانی و سه مدال برنز پرافتخارترین تیم رقابت‌ها است که در ۱۳ دوره این رقابت‌ها بر روی سکو رفته‌است. اما از نظر تعداد دفعات رفتن بر روی سکو، تیم ملی والیبال کره جنوبی رکورد دار است که در ۱۵ دوره رقابت‌ها بر روی سکو رفته‌است.

## زنان
در این مسابقات تیم چین با ۱۳ قهرمانی رکورددار است. تیم ژاپن با ۵ و تایلند با ۳ عنوان قهرمانی دیگر تیم‌هایی هستند که توانسته‌اند در این مسابقات به مقام قهرمانی برسند.